# Julens goda
Julens goda var ett svenskt matlagningsprogram med Jan Boris-Möller som sändes dagligen som en julkalender i TV 3 varje dag 1-24 december 1994. Jan Boris-Möller gav samma år ut en receptbok med samma namn.